# Constitution des Bahamas
Pour un article plus général, voir Politique aux Bahamas.
Lire en ligne

Consulter

La constitution des Bahamas est la loi fondamentale du Commonwealth des Bahamas.

## Sources

## Compléments